# Droga wojewódzka nr 701
Droga wojewódzka nr 701 (DW701) – droga wojewódzka w centralnej  Polsce w województwie mazowieckim przebiegająca przez teren powiatów: pruszkowskiego i warszawskiego zachodniego. Droga ma długość 10,9 km. Łączy Józefów koło Błonia z Ożarowem Mazowieckim.

## Przebieg drogi
Droga rozpoczyna się w Józefowie, gdzie odchodzi od drogi wojewódzkiej nr 700. Następnie kieruje się w stronę wschodnią i przez Żbików (dzielnicę Pruszkowa) dociera do Ożarowa Mazowieckiego.

## Miejscowości leżące przy trasie DW701
- Józefów
- Płochocin
- Domaniew
- Pruszków (DW718)
- Duchnice
- Ożarów Mazowiecki (DK92)